# Ihar Rażkou
Ihar Rażkou (biał. Ігар Ражкоў, ros. Игорь Рожков, Igor Rożkow; ur. 24 czerwca 1981) – białoruski piłkarz, grający na pozycji pomocnika, reprezentant Białorusi.

## Kariera klubowa
| Sezon     | Klub                      | Kraj     | Rozgrywki        | Mecze | Bramki |
| --------- | ------------------------- | -------- | ---------------- | ----- | ------ |
| 1999      | Veino-Dniapro Mohylew     | Białoruś | Pierszaja liha   | 10    | 2      |
| 2000      | Dniapro-Transmasz Mohylew | Białoruś | Wyszejszaja liha | 23    | 1      |
| 2001      | Dniapro-Transmasz Mohylew | Białoruś | Wyszejszaja liha | 16    | 2      |
| 2002      | Dniapro-Transmasz Mohylew | Białoruś | Wyszejszaja liha | 26    | 6      |
| 2003      | Dynama Mińsk              | Białoruś | Wyszejszaja liha | 28    | 1      |
| 2004      | Dynama Mińsk              | Białoruś | Wyszejszaja liha | 29    | 2      |
| 2005      | Dynama Mińsk              | Białoruś | Wyszejszaja liha | 23    | 0      |
| 2006      | Dynama Mińsk              | Białoruś | Wyszejszaja liha | 23    | 2      |
| 2006/2007 | Krywbas Krzywy Róg        | Ukraina  | Wyszcza liha     | 13    | 0      |
| 2007/2008 | Krywbas Krzywy Róg        | Ukraina  | Wyszcza liha     | 17    | 0      |
| 2008/2009 | Krywbas Krzywy Róg        | Ukraina  | Premier-liha     | 14    | 0      |
| 2009      | Szachcior Soligorsk       | Białoruś | Wyszejszaja liha | 20    | 1      |
| 2010      | Szachcior Soligorsk       | Białoruś | Wyszejszaja liha | 32    | 1      |
| 2011      | Szachcior Soligorsk       | Białoruś | Wyszejszaja liha | 25    | 0      |
| 2012      | Szachcior Soligorsk       | Białoruś | Wyszejszaja liha | 23    | 0      |